# Товар (заказник)
То́вар — орнітологічний заказник (сезонний) місцевого значення в Україні. Розташований на території Берегівського району Закарпатської області, на захід від села Дийда. 
Площа 49,9 га. Статус присвоєно згідно з рішенням облради від 11.01.2002 року № 377. Перебуває у віданні: Дийдянська сільська рада. 
Статус присвоєно для збереження лучно-болотного природного комплексу як місця сезонного перебування перелітніх птахів. На території заказника є невеликі діброви, низинне болото і заболочені канали та озерця. У центрі розташований штучний пагорб площею 3,9 га, який є археологічною пам'яткою.